# پری‌زمان‌لی
پری‌زمان‌لی (به لاتین: Pərizamanlı) یک منطقه مسکونی در جمهوری آذربایجان است که در شهرستان گدابیگ واقع شده است. پری‌زمان‌لی ۶۶۷ نفر جمعیت دارد.